# Юний Анней Галлион
12 Между тем, во время проконсульства Галлиона в Ахее, напали Иудеи единодушно на Павла и привели его пред судилище, 
13 говоря, что он учит людей чтить Бога не по закону.

14 Когда же Павел хотел открыть уста, Галлион сказал Иудеям: Иудеи! если бы какая-нибудь была обида или злой умысел, то я имел бы причину выслушать вас,
15 но когда идет спор об учении и об именах и о законе вашем, то разбирайте сами; я не хочу быть судьею в этом.

16 И прогнал их от судилища.

17 А все Еллины, схватив Сосфена, начальника синагоги, били его перед судилищем; и Галлион нимало не беспокоился о том.
Ю́ний Галлио́н (первоначально Лу́ций Анне́й Нова́т, ок. 5 до н. э., Кордова — 65) — старший брат Сенеки Младшего. Сын Луция Аннея Сенеки Старшего. Своё новое имя Галлион получил после усыновления его сенатором Луцием Юнием Галлионом. В 51/52 году он был проконсулом провинции Ахайя. В 56 году Галлион был консулом-суффектом, а в 65 году он умер, покончив жизнь самоубийством.
Упоминание о нём имеется в Деяниях апостолов (18: 12—17) — он отказался рассматривать обвинение иудеев против апостола Павла в Коринфе. Близость между Деян. 18:12-16 и римскими судебными папирусами из Египта позволяет предположить, что в основе повествования о суде Галлиона может лежать источник, близкий к судебному протоколу.